# Saint-Mard-de-Réno
Saint-Mard-de-Réno település Franciaországban, Orne megyében. Lakosainak száma 397 fő (2022. január 1.). Saint-Mard-de-Réno Villiers-sous-Mortagne, La Chapelle-Montligeon, Courgeon, Feings, Loisail és Longny les Villages községekkel határos.

## Népesség
A település népessége az elmúlt években az alábbi módon változott:
| Lakosok száma | 448  | 448  | 450  | 429  | 420  | 417  | 413  | 409  | 397  |
|               | 2013 | 2015 | 2016 | 2017 | 2018 | 2019 | 2020 | 2021 | 2022 |